# Tina Turner/Auszeichnungen für Musikverkäufe

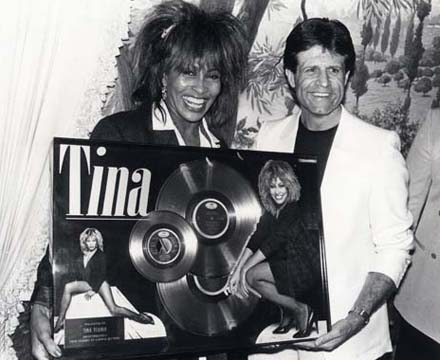
Tina Turner mit Auszeichnungen für das Album Private Dancer, rechts von ihr Don Grierson

Dies ist eine Übersicht über die Auszeichnungen für Musikverkäufe der ehemals US-amerikanischen und heute schweizerischen Sängerin Tina Turner. Die Auszeichnungen finden sich nach ihrer Art (Gold, Platin usw.), nach Staaten getrennt in chronologischer Reihenfolge, geordnet sowie nach den Tonträgern selbst, ebenfalls in chronologischer Reihenfolge, getrennt nach Medium (Alben, Singles usw.), wieder.

## Auszeichnungen
| - Frankreich - 1995: für die Single GoldenEye - 1998: für die Single Cose della vita (Can’t Stop Thinking of You) - Portugal - 1987: für das Album Break Every Rule - Vereinigtes Königreich - 1983: für die Single Let’s Stay Together - 1985: für die Single We Don’t Need Another Hero - 2021: für die Single What’s Love Got to Do with It (mit Kygo) - 2023: für die Single Private Dancer - Australien - 1996: für das Album Wildest Dreams - 2007: für das Videoalbum Live in Rio - Belgien - 1987: für das Album Private Dancer - 1999: für das Album Twenty Four Seven - 2009: für das Album Tina! - Brasilien - 1988: für das Album Tina Live in Europe - Dänemark - 2004: für das Album All the Best - 2022: für die Single What’s Love Got to Do with It - 2023: für die Single What’s Love Got to Do with It (mit Kygo) - Deutschland - 1985: für die Single We Don’t Need Another Hero - 1988: für das Album Tina Live in Europe - 1993: für das Album What’s Love Got to Do with It - 1996: für die Single GoldenEye - 2004: für das Videoalbum One Last Time Live in Concert - 2009: für das Videoalbum Simply the Best: The Video Collection - 2023: für die Single What’s Love Got to Do with It (mit Kygo) - Finnland - 1985: für das Album Private Dancer - 1987: für das Album Break Every Rule - 1996: für das Album Wildest Dreams - Frankreich - 1985: für das Album Private Dancer - 1986: für das Album Break Every Rule - 1991: für das Album Simply the Best - 1993: für das Album What’s Love Got to Do with It - 1999: für das Album Twenty Four Seven - 2005: für das Album All the Best - 2005: für das Videoalbum All the Best – The Live Collection - Italien - 1987: für das Album Break Every Rule - 1996: für das Album Wildest Dreams - 2019: für die Single The Best - Kanada - 1985: für die Single Better Be Good to Me - 1985: für die Single We Don’t Need Another Hero - 1985: für das Album Mad Max: Beyond Thunderdome - 1992: für das Album Simply the Best - 1994: für das Album What’s Love Got to Do with It - 1997: für das Album Wildest Dreams - 2000: für das Album Twenty Four Seven - 2021: für die Single What’s Love Got to Do with It (mit Kygo) - Neuseeland - 2010: für das Videoalbum Live in Amsterdam – Wildest Dreams Tour - 2021: für das Album Tina! - 2022: für die Single (Simply) The Best - 2022: für die Single What’s Love Got to Do with It (mit Kygo) - 2023: für die Single We Don’t Need Another Hero - Niederlande - 1987: für das Album Break Every Rule - 1989: für die Single Tonight - 2005: für das Album All the Best - Norwegen - 1987: für das Album Private Dancer - 1987: für das Album Break Every Rule - 1996: für das Album Wildest Dreams - 1998: für die Single Cose della vita (Can’t Stop Thinking of You) - Österreich - 1994: für das Album What’s Love Got to Do with It - 1999: für das Album Twenty Four Seven - Polen - 1996: für das Album Wildest Dreams - 1997: für das Album Simply the Best - 2005: für das Album All the Best - 2023: für das Album Tina Live - Portugal - 1987: für das Album Private Dancer - 1989: für das Album Tina Live in Europe - 2023: für die Single The Best - Schweiz - 1996: für die Single GoldenEye - 2020: für die Single What’s Love Got to Do with It (mit Kygo) - Spanien - 1987: für das Album Tina Live in Europe - 1994: für das Album What’s Love Got to Do with It - 1996: für das Album Wildest Dreams - 1999: für das Album Twenty Four Seven - 2004: für das Videoalbum All the Best – The Live Collection - 2024: für die Single What’s Love Got to Do with It (mit Kygo) - Ungarn - 2005: für das Album All the Best - Vereinigte Staaten - 1984: für die Single What’s Love Got to Do with It - 1989: für das Album Foreign Affair - 2000: für das Album Twenty Four Seven - 2001: für das Videoalbum Live in Amsterdam – Wildest Dreams Tour - 2007: für das Videoalbum All the Best – The Live Collection - Vereinigtes Königreich - 1988: für das Album Tina Live in Europe - 2005: für das Videoalbum All the Best – The Live Collection - 2007: für das Videoalbum One Last Time Live in Concert - 2009: für das Videoalbum Celebrate! – 60th Birthday Special - 2013: für das Videoalbum Simply the Best: The Video Collection - 2013: für das Videoalbum Live in Amsterdam – Wildest Dreams Tour - 2018: für das Album The Platinum Collection - 2025: für das Album Queen of Rock ’n’ Roll | - Brasilien - 1988: für das Album Break Every Rule - Frankreich - 1990: für das Album Foreign Affair - 1996: für das Album Wildest Dreams - Argentinien - 1991: für das Album Simply the Best - 2005: für das Videoalbum All the Best – The Live Collection - Australien - 1984: für das Album Private Dancer - 1990: für das Album Foreign Affair - 1990: für die Single The Best - 2004: für das Videoalbum Live in Amsterdam – Wildest Dreams Tour - 2006: für das Videoalbum One Last Time Live in Concert - 2006: für das Videoalbum All the Best – The Live Collection - Belgien - 1996: für das Album Wildest Dreams - 2006: für das Album All the Best - Dänemark - 1987: für das Album Private Dancer - 1987: für das Album Break Every Rule - 2023: für die Single The Best - Deutschland - 1997: für das Album Wildest Dreams - Europa - 1999: für das Album Twenty Four Seven - 2004: für das Album All the Best - Finnland - 1989: für das Album Foreign Affair - 1997: für das Album Simply the Best - Irland - 1987: für das Album Private Dancer - 2005: für das Album All the Best - Kanada - 1984: für die Single What’s Love Got to Do with It - 1989: für das Album Foreign Affair - 2004: für das Videoalbum One Last Time Live in Concert - 2005: für das Album All the Best - Neuseeland - 1987: für das Album Break Every Rule - 1990: für das Album Foreign Affair - 1995: für das Album What’s Love Got to Do with It - 1997: für das Album Wildest Dreams - 2022: für die Single Proud Mary - 2023: für das Album All the Best - Niederlande - 1990: für das Album Foreign Affair - Norwegen - 2000: für das Album Twenty Four Seven - Österreich - 1993: für das Album Tina Live in Europe - 1996: für das Album Wildest Dreams - 2005: für das Album All the Best - 2023: für die Single What’s Love Got to Do with It (mit Kygo) - Polen - 2021: für die Single What’s Love Got to Do with It (mit Kygo) - Portugal - 2004: für das Album All the Best - Schweden - 1987: für das Album Private Dancer - 1987: für das Album Break Every Rule - 1989: für das Album Foreign Affair - 1992: für das Album Simply the Best - 1997: für das Album Wildest Dreams - 2000: für das Album Twenty Four Seven - Schweiz - 1994: für das Album What’s Love Got to Do with It - 1996: für das Album Wildest Dreams - 1999: für das Album Twenty Four Seven - 2004: für das Album All the Best - 2010: für das Album Beyond – Buddhist and Christian Prayers - Singapur - 1996: für das Album What’s Love Got to Do with It - Spanien - 1986: für das Album Private Dancer - 1987: für das Album Break Every Rule - 1989: für das Album Foreign Affair - 1992: für das Album Simply the Best - 2005: für das Album All the Best - 2024: für die Single The Best - 2024: für die Single What’s Love Got to Do with It - Vereinigte Staaten - 1985: für das Videoalbum Private Dancer – The Videos - 1985: für das Videoalbum Private Dancer Tour – Tina Live - 1996: für das Album Break Every Rule - 1994: für das Album Simply the Best - 1994: für das Album What’s Love Got to Do with It - 2005: für das Album All the Best - 2007: für das Videoalbum One Last Time Live in Concert - Vereinigtes Königreich - 1987: für das Album Break Every Rule - 1993: für das Album What’s Love Got to Do with It - 1999: für das Album Twenty Four Seven - 2004: für das Album All the Best - 2011: für das Videoalbum Her Last Show - 2022: für die Single What’s Love Got to Do with It - 2022: für die Single Proud Mary - Deutschland - 1993: für das Album Simply the Best - 2000: für das Album Twenty Four Seven - 2008: für das Album All the Best | - Belgien - 1996: für das Album Simply the Best - Dänemark - 1990: für das Album Foreign Affair - Deutschland - 1990: für das Album Foreign Affair - 1991: für das Album Break Every Rule - Europa - 1992: für das Album Simply the Best - 1999: für das Album Wildest Dreams - Italien - 1990: für das Album Foreign Affair - Kanada - 1987: für das Album Break Every Rule - Neuseeland - 2024: für die Single The Best - 2024: für die Single What’s Love Got to Do with It - Niederlande - 1987: für das Album Private Dancer - 1990: für das Album Tina Live in Europe - 1993: für das Album Simply the Best - Norwegen - 2000: für das Album Simply the Best - Österreich - 1987: für das Album Private Dancer - 1993: für das Album Break Every Rule - 1996: für das Album Simply the Best - Schweiz - 1987: für das Album Private Dancer - 1987: für das Album Break Every Rule - 2000: für das Album Simply the Best - Singapur - 1996: für das Album Foreign Affair - Vereinigtes Königreich - 2000: für das Album Wildest Dreams - 2023: für die Single The Best - Australien - 1993: für das Album Simply the Best - Deutschland - 1994: für das Album Private Dancer - Österreich - 1994: für das Album Foreign Affair - Singapur - 1996: für das Album Simply the Best - Vereinigtes Königreich - 1986: für das Album Private Dancer - Neuseeland - 1987: für das Album Private Dancer - Schweiz - 1992: für das Album Foreign Affair - Neuseeland - 1997: für das Album Simply the Best - Vereinigtes Königreich - 1991: für das Album Foreign Affair - Vereinigte Staaten - 1987: für das Album Private Dancer - Kanada - 1985: für das Album Private Dancer - Vereinigtes Königreich - 2000: für das Album Simply the Best |

## Auszeichnungen nach Alben

### Private Dancer
| Land/Region                  | Auszeichnungen für Musikverkäufe (Land/Region, Auszeichnung, Verkäufe) | Verkäufe    |
| ---------------------------- | ---------------------------------------------------------------------- | ----------- |
| Australien (ARIA)            | Platin                                                                 | 200.000     |
| Belgien (BRMA)               | Gold                                                                   | (25.000)    |
| Dänemark (IFPI)              | Platin                                                                 | (80.000)    |
| Deutschland (BVMI)           | 3× Platin                                                              | (1.500.000) |
| Europa (IFPI)                | —                                                                      | 4.000.000   |
| Finnland (IFPI)              | Gold                                                                   | (33.464)    |
| Frankreich (SNEP)            | Gold                                                                   | (100.000)   |
| Irland (IRMA)                | Platin                                                                 | (20.000)    |
| Kanada (MC)                  | 7× Platin                                                              | 800.000     |
| Neuseeland (RMNZ)            | 4× Platin                                                              | 80.000      |
| Niederlande (NVPI)           | 2× Platin                                                              | (200.000)   |
| Norwegen (IFPI)              | Gold                                                                   | (20.000)    |
| Österreich (IFPI)            | 2× Platin                                                              | (100.000)   |
| Portugal (AFP)               | Gold                                                                   | (25.000)    |
| Schweden (IFPI)              | Platin                                                                 | (100.000)   |
| Schweiz (IFPI)               | 2× Platin                                                              | (100.000)   |
| Spanien (Promusicae)         | Platin                                                                 | (100.000)   |
| Vereinigte Staaten (RIAA)    | 5× Platin                                                              | 5.000.000   |
| Vereinigtes Königreich (BPI) | 3× Platin                                                              | (900.000)   |
| Insgesamt                    | 5× Gold · 33× Platin ·                                                 | 10.080.000  |

### Mad Max: Beyond Thunderdome
| Land/Region | Auszeichnungen für Musikverkäufe (Land/Region, Auszeichnung, Verkäufe) | Verkäufe |
| ----------- | ---------------------------------------------------------------------- | -------- |
| Kanada (MC) | Gold                                                                   | 50.000   |
| Insgesamt   | 1× Gold ·                                                              | 50.000   |

### Break Every Rule
| Land/Region                  | Auszeichnungen für Musikverkäufe (Land/Region, Auszeichnung, Verkäufe) | Verkäufe  |
| ---------------------------- | ---------------------------------------------------------------------- | --------- |
| Brasilien (PMB)              | 2× Gold                                                                | 200.000   |
| Dänemark (IFPI)              | Platin                                                                 | 80.000    |
| Deutschland (BVMI)           | 2× Platin                                                              | 1.000.000 |
| Finnland (IFPI)              | Gold                                                                   | 30.773    |
| Frankreich (SNEP)            | Gold                                                                   | 100.000   |
| Italien (FIMI)               | Gold                                                                   | 50.000    |
| Kanada (MC)                  | 2× Platin                                                              | 200.000   |
| Neuseeland (RMNZ)            | Platin                                                                 | 20.000    |
| Niederlande (NVPI)           | Gold                                                                   | 50.000    |
| Norwegen (IFPI)              | Gold                                                                   | 20.000    |
| Österreich (IFPI)            | 2× Platin                                                              | 100.000   |
| Portugal (AFP)               | Silber                                                                 | 15.000    |
| Schweden (IFPI)              | Platin                                                                 | 100.000   |
| Schweiz (IFPI)               | 2× Platin                                                              | 100.000   |
| Spanien (Promusicae)         | Platin                                                                 | 100.000   |
| Vereinigte Staaten (RIAA)    | Platin                                                                 | 1.000.000 |
| Vereinigtes Königreich (BPI) | Platin                                                                 | 300.000   |
| Insgesamt                    | 1× Silber · 7× Gold · 14× Platin ·                                     | 3.465.733 |

### Tina Live in Europe
| Land/Region                  | Auszeichnungen für Musikverkäufe (Land/Region, Auszeichnung, Verkäufe) | Verkäufe |
| ---------------------------- | ---------------------------------------------------------------------- | -------- |
| Brasilien (PMB)              | Gold                                                                   | 100.000  |
| Deutschland (BVMI)           | Gold                                                                   | 250.000  |
| Niederlande (NVPI)           | 2× Platin                                                              | 200.000  |
| Österreich (IFPI)            | Platin                                                                 | 50.000   |
| Portugal (AFP)               | Gold                                                                   | 20.000   |
| Spanien (Promusicae)         | Gold                                                                   | 50.000   |
| Vereinigtes Königreich (BPI) | Gold                                                                   | 100.000  |
| Insgesamt                    | 5× Gold · 3× Platin ·                                                  | 770.000  |

### Foreign Affair
| Land/Region                  | Auszeichnungen für Musikverkäufe (Land/Region, Auszeichnung, Verkäufe) | Verkäufe  |
| ---------------------------- | ---------------------------------------------------------------------- | --------- |
| Australien (ARIA)            | Platin                                                                 | 70.000    |
| Dänemark (IFPI)              | 2× Platin                                                              | 200.000   |
| Deutschland (BVMI)           | 2× Platin                                                              | 1.200.000 |
| Finnland (IFPI)              | Platin                                                                 | 86.895    |
| Frankreich (SNEP)            | 2× Gold                                                                | 200.000   |
| Italien (FIMI)               | 2× Platin                                                              | 500.000   |
| Kanada (MC)                  | Platin                                                                 | 100.000   |
| Neuseeland (RMNZ)            | Platin                                                                 | 20.000    |
| Niederlande (NVPI)           | Platin                                                                 | 100.000   |
| Österreich (IFPI)            | 3× Platin                                                              | 150.000   |
| Schweden (IFPI)              | Platin                                                                 | 100.000   |
| Schweiz (IFPI)               | 4× Platin                                                              | 200.000   |
| Singapur (RIAS)              | 2× Platin                                                              | 30.000    |
| Spanien (Promusicae)         | Platin                                                                 | 100.000   |
| Vereinigte Staaten (RIAA)    | Gold                                                                   | 500.000   |
| Vereinigtes Königreich (BPI) | 5× Platin                                                              | 1.500.000 |
| Insgesamt                    | 3× Gold · 27× Platin ·                                                 | 5.056.895 |

### Simply the Best
| Land/Region                  | Auszeichnungen für Musikverkäufe (Land/Region, Auszeichnung, Verkäufe) | Verkäufe    |
| ---------------------------- | ---------------------------------------------------------------------- | ----------- |
| Argentinien (CAPIF)          | Platin                                                                 | 60.000      |
| Australien (ARIA)            | 3× Platin                                                              | 210.000     |
| Belgien (BRMA)               | 2× Platin                                                              | 100.000     |
| Deutschland (BVMI)           | 3× Gold                                                                | 750.000     |
| Europa (IFPI)                | 2× Platin                                                              | (2.000.000) |
| Finnland (IFPI)              | Platin                                                                 | 58.539      |
| Frankreich (SNEP)            | Gold                                                                   | 100.000     |
| Kanada (MC)                  | Gold                                                                   | 50.000      |
| Neuseeland (RMNZ)            | 5× Platin                                                              | 75.000      |
| Niederlande (NVPI)           | 2× Platin                                                              | 200.000     |
| Norwegen (IFPI)              | 2× Platin                                                              | 100.000     |
| Österreich (IFPI)            | 2× Platin                                                              | 100.000     |
| Polen (ZPAV)                 | Gold                                                                   | 50.000      |
| Schweden (IFPI)              | Platin                                                                 | 100.000     |
| Schweiz (IFPI)               | 2× Platin                                                              | 100.000     |
| Singapur (RIAS)              | 3× Platin                                                              | 45.000      |
| Spanien (Promusicae)         | Platin                                                                 | 100.000     |
| Vereinigte Staaten (RIAA)    | Platin                                                                 | 1.773.000   |
| Vereinigtes Königreich (BPI) | 8× Platin                                                              | 2.400.000   |
| Insgesamt                    | 4× Gold · 37× Platin ·                                                 | 6.431.539   |

### What’s Love Got to Do with It
| Land/Region                  | Auszeichnungen für Musikverkäufe (Land/Region, Auszeichnung, Verkäufe) | Verkäufe  |
| ---------------------------- | ---------------------------------------------------------------------- | --------- |
| Deutschland (BVMI)           | Gold                                                                   | 250.000   |
| Frankreich (SNEP)            | Gold                                                                   | 100.000   |
| Kanada (MC)                  | Gold                                                                   | 50.000    |
| Neuseeland (RMNZ)            | Platin                                                                 | 15.000    |
| Österreich (IFPI)            | Gold                                                                   | 25.000    |
| Schweiz (IFPI)               | Platin                                                                 | 50.000    |
| Singapur (RIAS)              | Platin                                                                 | 15.000    |
| Spanien (Promusicae)         | Gold                                                                   | 50.000    |
| Vereinigte Staaten (RIAA)    | Platin                                                                 | 1.000.000 |
| Vereinigtes Königreich (BPI) | Platin                                                                 | 300.000   |
| Insgesamt                    | 5× Gold · 4× Platin ·                                                  | 1.855.000 |

### Wildest Dreams
| Land/Region                  | Auszeichnungen für Musikverkäufe (Land/Region, Auszeichnung, Verkäufe) | Verkäufe  |
| ---------------------------- | ---------------------------------------------------------------------- | --------- |
| Australien (ARIA)            | Gold                                                                   | 35.000    |
| Belgien (BRMA)               | Platin                                                                 | (50.000)  |
| Deutschland (BVMI)           | Platin                                                                 | (500.000) |
| Europa (IFPI)                | 2× Platin                                                              | 2.000.000 |
| Finnland (IFPI)              | Gold                                                                   | (32.622)  |
| Frankreich (SNEP)            | 2× Gold                                                                | (200.000) |
| Italien (FIMI)               | Gold                                                                   | (50.000)  |
| Kanada (MC)                  | Gold                                                                   | 50.000    |
| Neuseeland (RMNZ)            | Platin                                                                 | 15.000    |
| Niederlande (NVPI)           | Platin                                                                 | 100.000   |
| Norwegen (IFPI)              | Gold                                                                   | (25.000)  |
| Österreich (IFPI)            | Platin                                                                 | (50.000)  |
| Polen (ZPAV)                 | Gold                                                                   | (50.000)  |
| Schweden (IFPI)              | Platin                                                                 | (80.000)  |
| Schweiz (IFPI)               | Platin                                                                 | (50.000)  |
| Spanien (Promusicae)         | Gold                                                                   | (50.000)  |
| Vereinigte Staaten (RIAA)    | —                                                                      | 475.000   |
| Vereinigtes Königreich (BPI) | 2× Platin                                                              | (600.000) |
| Insgesamt                    | 9× Gold · 11× Platin ·                                                 | 2.675.000 |

### Twenty Four Seven
| Land/Region                  | Auszeichnungen für Musikverkäufe (Land/Region, Auszeichnung, Verkäufe) | Verkäufe    |
| ---------------------------- | ---------------------------------------------------------------------- | ----------- |
| Belgien (BRMA)               | Gold                                                                   | 25.000      |
| Deutschland (BVMI)           | 3× Gold                                                                | 450.000     |
| Europa (IFPI)                | Platin                                                                 | (1.000.000) |
| Finnland (IFPI)              | —                                                                      | 12.047      |
| Frankreich (SNEP)            | Gold                                                                   | 100.000     |
| Kanada (MC)                  | Gold                                                                   | 50.000      |
| Norwegen (IFPI)              | Platin                                                                 | 50.000      |
| Österreich (IFPI)            | Gold                                                                   | 25.000      |
| Schweden (IFPI)              | Platin                                                                 | 80.000      |
| Schweiz (IFPI)               | Platin                                                                 | 50.000      |
| Spanien (Promusicae)         | Gold                                                                   | 50.000      |
| Vereinigte Staaten (RIAA)    | Gold                                                                   | 517.000     |
| Vereinigtes Königreich (BPI) | Platin                                                                 | 300.000     |
| Insgesamt                    | 7× Gold · 6× Platin ·                                                  | 1.659.047   |

### All the Best
| Land/Region                  | Auszeichnungen für Musikverkäufe (Land/Region, Auszeichnung, Verkäufe) | Verkäufe    |
| ---------------------------- | ---------------------------------------------------------------------- | ----------- |
| Belgien (BRMA)               | Platin                                                                 | 50.000      |
| Dänemark (IFPI)              | Gold                                                                   | 20.000      |
| Deutschland (BVMI)           | 3× Gold                                                                | 300.000     |
| Europa (IFPI)                | Platin                                                                 | (1.000.000) |
| Finnland (IFPI)              | —                                                                      | 10.779      |
| Frankreich (SNEP)            | Gold                                                                   | 100.000     |
| Irland (IRMA)                | Platin                                                                 | 15.000      |
| Kanada (MC)                  | Platin                                                                 | 100.000     |
| Neuseeland (RMNZ)            | Platin                                                                 | 15.000      |
| Niederlande (NVPI)           | Gold                                                                   | 40.000      |
| Österreich (IFPI)            | Platin                                                                 | 30.000      |
| Polen (ZPAV)                 | Gold                                                                   | 20.000      |
| Portugal (AFP)               | Platin                                                                 | 40.000      |
| Schweiz (IFPI)               | Platin                                                                 | 30.000      |
| Spanien (Promusicae)         | Platin                                                                 | 100.000     |
| Ungarn (MAHASZ)              | Gold                                                                   | 10.000      |
| Vereinigte Staaten (RIAA)    | Platin                                                                 | 1.000.000   |
| Vereinigtes Königreich (BPI) | Platin                                                                 | 300.000     |
| Insgesamt                    | 6× Gold · 12× Platin ·                                                 | 2.160.779   |

### Tina!
| Land/Region       | Auszeichnungen für Musikverkäufe (Land/Region, Auszeichnung, Verkäufe) | Verkäufe |
| ----------------- | ---------------------------------------------------------------------- | -------- |
| Belgien (BRMA)    | Gold                                                                   | 15.000   |
| Neuseeland (RMNZ) | Gold                                                                   | 7.500    |
| Insgesamt         | 2× Gold ·                                                              | 22.500   |

### Beyond – Buddhist and Christian Prayers
| Land/Region    | Auszeichnungen für Musikverkäufe (Land/Region, Auszeichnung, Verkäufe) | Verkäufe |
| -------------- | ---------------------------------------------------------------------- | -------- |
| Schweiz (IFPI) | Platin                                                                 | 30.000   |
| Insgesamt      | 1× Platin ·                                                            | 30.000   |

### The Platinum Collection
| Land/Region                  | Auszeichnungen für Musikverkäufe (Land/Region, Auszeichnung, Verkäufe) | Verkäufe |
| ---------------------------- | ---------------------------------------------------------------------- | -------- |
| Vereinigtes Königreich (BPI) | Gold                                                                   | 100.000  |
| Insgesamt                    | 1× Gold ·                                                              | 100.000  |

### Tina Live
| Land/Region  | Auszeichnungen für Musikverkäufe (Land/Region, Auszeichnung, Verkäufe) | Verkäufe |
| ------------ | ---------------------------------------------------------------------- | -------- |
| Polen (ZPAV) | Gold                                                                   | 10.000   |
| Insgesamt    | 1× Gold ·                                                              | 10.000   |

### Queen of Rock ’n’ Roll
| Land/Region                  | Auszeichnungen für Musikverkäufe (Land/Region, Auszeichnung, Verkäufe) | Verkäufe |
| ---------------------------- | ---------------------------------------------------------------------- | -------- |
| Vereinigtes Königreich (BPI) | Gold                                                                   | 100.000  |
| Insgesamt                    | 1× Gold ·                                                              | 100.000  |

## Auszeichnungen nach Singles

### Let’s Stay Together
| Land/Region                  | Auszeichnungen für Musikverkäufe (Land/Region, Auszeichnung, Verkäufe) | Verkäufe |
| ---------------------------- | ---------------------------------------------------------------------- | -------- |
| Vereinigtes Königreich (BPI) | Silber                                                                 | 250.000  |
| Insgesamt                    | 1× Silber ·                                                            | 250.000  |

### What’s Love Got to Do with It
| Land/Region                  | Auszeichnungen für Musikverkäufe (Land/Region, Auszeichnung, Verkäufe) | Verkäufe  |
| ---------------------------- | ---------------------------------------------------------------------- | --------- |
| Dänemark (IFPI)              | Gold                                                                   | 45.000    |
| Kanada (MC)                  | Platin                                                                 | 100.000   |
| Neuseeland (RMNZ)            | 2× Platin                                                              | 60.000    |
| Spanien (Promusicae)         | Platin                                                                 | 60.000    |
| Vereinigte Staaten (RIAA)    | Gold                                                                   | 1.000.000 |
| Vereinigtes Königreich (BPI) | Platin                                                                 | 600.000   |
| Insgesamt                    | 2× Gold · 5× Platin ·                                                  | 1.865.000 |

### Private Dancer
| Land/Region                  | Auszeichnungen für Musikverkäufe (Land/Region, Auszeichnung, Verkäufe) | Verkäufe |
| ---------------------------- | ---------------------------------------------------------------------- | -------- |
| Vereinigtes Königreich (BPI) | Silber                                                                 | 200.000  |
| Insgesamt                    | 1× Silber ·                                                            | 200.000  |

### Better Be Good to Me
| Land/Region | Auszeichnungen für Musikverkäufe (Land/Region, Auszeichnung, Verkäufe) | Verkäufe |
| ----------- | ---------------------------------------------------------------------- | -------- |
| Kanada (MC) | Gold                                                                   | 50.000   |
| Insgesamt   | 1× Gold ·                                                              | 50.000   |

### We Don’t Need Another Hero
| Land/Region                  | Auszeichnungen für Musikverkäufe (Land/Region, Auszeichnung, Verkäufe) | Verkäufe |
| ---------------------------- | ---------------------------------------------------------------------- | -------- |
| Deutschland (BVMI)           | Gold                                                                   | 250.000  |
| Kanada (MC)                  | Gold                                                                   | 50.000   |
| Neuseeland (RMNZ)            | Gold                                                                   | 15.000   |
| Vereinigtes Königreich (BPI) | Silber                                                                 | 250.000  |
| Insgesamt                    | 1× Silber · 3× Gold ·                                                  | 565.000  |

### Tonight
| Land/Region        | Auszeichnungen für Musikverkäufe (Land/Region, Auszeichnung, Verkäufe) | Verkäufe |
| ------------------ | ---------------------------------------------------------------------- | -------- |
| Niederlande (NVPI) | Gold                                                                   | 75.000   |
| Insgesamt          | 1× Gold ·                                                              | 75.000   |

### The Best
| Land/Region                  | Auszeichnungen für Musikverkäufe (Land/Region, Auszeichnung, Verkäufe) | Verkäufe  |
| ---------------------------- | ---------------------------------------------------------------------- | --------- |
| Australien (ARIA)            | Platin                                                                 | 70.000    |
| Dänemark (IFPI)              | Platin                                                                 | 90.000    |
| Italien (FIMI)               | Gold                                                                   | 25.000    |
| Neuseeland (RMNZ)            | 2× Platin                                                              | 60.000    |
| Portugal (AFP)               | Gold                                                                   | 5.000     |
| Schweiz (IFPI)               | Gold                                                                   | 25.000    |
| Spanien (Promusicae)         | Platin                                                                 | 60.000    |
| Vereinigtes Königreich (BPI) | 2× Platin                                                              | 1.200.000 |
| Insgesamt                    | 3× Gold · 7× Platin ·                                                  | 1.535.000 |

### (Simply) The Best
| Land/Region       | Auszeichnungen für Musikverkäufe (Land/Region, Auszeichnung, Verkäufe) | Verkäufe |
| ----------------- | ---------------------------------------------------------------------- | -------- |
| Neuseeland (RMNZ) | Gold                                                                   | 15.000   |
| Insgesamt         | 1× Gold ·                                                              | 15.000   |

### GoldenEye
| Land/Region        | Auszeichnungen für Musikverkäufe (Land/Region, Auszeichnung, Verkäufe) | Verkäufe |
| ------------------ | ---------------------------------------------------------------------- | -------- |
| Deutschland (BVMI) | Gold                                                                   | 250.000  |
| Frankreich (SNEP)  | Silber                                                                 | 125.000  |
| Schweiz (IFPI)     | Gold                                                                   | 25.000   |
| Insgesamt          | 1× Silber · 2× Gold ·                                                  | 400.000  |

### Cose della vita (Can’t Stop Thinking of You)
| Land/Region       | Auszeichnungen für Musikverkäufe (Land/Region, Auszeichnung, Verkäufe) | Verkäufe |
| ----------------- | ---------------------------------------------------------------------- | -------- |
| Frankreich (SNEP) | Silber                                                                 | 125.000  |
| Norwegen (IFPI)   | Gold                                                                   | 10.000   |
| Insgesamt         | 1× Silber · 1× Gold ·                                                  | 135.000  |

### Proud Mary
| Land/Region                  | Auszeichnungen für Musikverkäufe (Land/Region, Auszeichnung, Verkäufe) | Verkäufe |
| ---------------------------- | ---------------------------------------------------------------------- | -------- |
| Neuseeland (RMNZ)            | Platin                                                                 | 30.000   |
| Vereinigtes Königreich (BPI) | Platin                                                                 | 600.000  |
| Insgesamt                    | 2× Platin ·                                                            | 630.000  |

### What’s Love Got to Do with It (mitKygo)
| Land/Region                  | Auszeichnungen für Musikverkäufe (Land/Region, Auszeichnung, Verkäufe) | Verkäufe |
| ---------------------------- | ---------------------------------------------------------------------- | -------- |
| Dänemark (IFPI)              | Gold                                                                   | 45.000   |
| Deutschland (BVMI)           | Gold                                                                   | 200.000  |
| Kanada (MC)                  | Gold                                                                   | 40.000   |
| Neuseeland (RMNZ)            | Gold                                                                   | 15.000   |
| Österreich (IFPI)            | Platin                                                                 | 30.000   |
| Polen (ZPAV)                 | Platin                                                                 | 20.000   |
| Schweiz (IFPI)               | Gold                                                                   | 10.000   |
| Spanien (Promusicae)         | Gold                                                                   | 30.000   |
| Vereinigtes Königreich (BPI) | Silber                                                                 | 200.000  |
| Insgesamt                    | 1× Silber · 7× Gold · 2× Platin ·                                      | 590.000  |

## Auszeichnungen nach Videoalben

### Private Dancer – The Videos
| Land/Region               | Auszeichnungen für Musikverkäufe (Land/Region, Auszeichnung, Verkäufe) | Verkäufe |
| ------------------------- | ---------------------------------------------------------------------- | -------- |
| Vereinigte Staaten (RIAA) | Platin                                                                 | 100.000  |
| Insgesamt                 | 1× Platin ·                                                            | 100.000  |

### Private Dancer Tour
| Land/Region               | Auszeichnungen für Musikverkäufe (Land/Region, Auszeichnung, Verkäufe) | Verkäufe |
| ------------------------- | ---------------------------------------------------------------------- | -------- |
| Vereinigte Staaten (RIAA) | Platin                                                                 | 100.000  |
| Insgesamt                 | 1× Platin ·                                                            | 100.000  |

### Simply the Best: The Video Collection
| Land/Region                  | Auszeichnungen für Musikverkäufe (Land/Region, Auszeichnung, Verkäufe) | Verkäufe |
| ---------------------------- | ---------------------------------------------------------------------- | -------- |
| Deutschland (BVMI)           | Gold                                                                   | 25.000   |
| Vereinigtes Königreich (BPI) | Gold                                                                   | 25.000   |
| Insgesamt                    | 2× Gold ·                                                              | 50.000   |

### Live in Amsterdam – Wildest Dreams Tour
| Land/Region                  | Auszeichnungen für Musikverkäufe (Land/Region, Auszeichnung, Verkäufe) | Verkäufe |
| ---------------------------- | ---------------------------------------------------------------------- | -------- |
| Australien (ARIA)            | Platin                                                                 | 15.000   |
| Neuseeland (RMNZ)            | Gold                                                                   | 2.500    |
| Vereinigte Staaten (RIAA)    | Gold                                                                   | 50.000   |
| Vereinigtes Königreich (BPI) | Gold                                                                   | 25.000   |
| Insgesamt                    | 3× Gold · 1× Platin ·                                                  | 92.500   |

### Celebrate! – 60th Birthday Special
| Land/Region                  | Auszeichnungen für Musikverkäufe (Land/Region, Auszeichnung, Verkäufe) | Verkäufe |
| ---------------------------- | ---------------------------------------------------------------------- | -------- |
| Vereinigtes Königreich (BPI) | Gold                                                                   | 25.000   |
| Insgesamt                    | 1× Gold ·                                                              | 25.000   |

### One Last Time Live in Concert
| Land/Region                  | Auszeichnungen für Musikverkäufe (Land/Region, Auszeichnung, Verkäufe) | Verkäufe |
| ---------------------------- | ---------------------------------------------------------------------- | -------- |
| Australien (ARIA)            | Platin                                                                 | 15.000   |
| Deutschland (BVMI)           | Gold                                                                   | 25.000   |
| Kanada (MC)                  | Platin                                                                 | 10.000   |
| Vereinigte Staaten (RIAA)    | Platin                                                                 | 100.000  |
| Vereinigtes Königreich (BPI) | Gold                                                                   | 25.000   |
| Insgesamt                    | 2× Gold · 3× Platin ·                                                  | 175.000  |

### All the Best – The Live Collection
| Land/Region                  | Auszeichnungen für Musikverkäufe (Land/Region, Auszeichnung, Verkäufe) | Verkäufe |
| ---------------------------- | ---------------------------------------------------------------------- | -------- |
| Argentinien (CAPIF)          | Platin                                                                 | 8.000    |
| Australien (ARIA)            | Platin                                                                 | 15.000   |
| Frankreich (SNEP)            | Gold                                                                   | 10.000   |
| Spanien (Promusicae)         | Gold                                                                   | 10.000   |
| Vereinigte Staaten (RIAA)    | Gold                                                                   | 50.000   |
| Vereinigtes Königreich (BPI) | Gold                                                                   | 25.000   |
| Insgesamt                    | 4× Gold · 2× Platin ·                                                  | 118.000  |

### Live in Rio
| Land/Region       | Auszeichnungen für Musikverkäufe (Land/Region, Auszeichnung, Verkäufe) | Verkäufe |
| ----------------- | ---------------------------------------------------------------------- | -------- |
| Australien (ARIA) | Gold                                                                   | 7.500    |
| Insgesamt         | 1× Gold ·                                                              | 7.500    |

### Her Last Show
| Land/Region                  | Auszeichnungen für Musikverkäufe (Land/Region, Auszeichnung, Verkäufe) | Verkäufe |
| ---------------------------- | ---------------------------------------------------------------------- | -------- |
| Vereinigtes Königreich (BPI) | Platin                                                                 | 50.000   |
| Insgesamt                    | 1× Platin ·                                                            | 50.000   |

## Statistik und Quellen
| Land/RegionAuszeichnungen für Musikverkäufe (Land/Region, Auszeichnungen, Verkäufe, Quellen) | Silber     | Gold       | Platin         | Verkäufe     | Quellen                                                     |
| -------------------------------------------------------------------------------------------- | ---------- | ---------- | -------------- | ------------ | ----------------------------------------------------------- |
| Argentinien (CAPIF)                                                                          | —          | —          | 2× Platin2     | 68.000       | capif.org.ar (Memento vom 31. Mai 2011 im Internet Archive) |
| Australien (ARIA)                                                                            | —          | Gold1      | 9× Platin9     | 630.000      | aria.com.au                                                 |
| Belgien (BRMA)                                                                               | —          | 3× Gold3   | 4× Platin4     | 265.000      | ultratop.be                                                 |
| Brasilien (PMB)                                                                              | —          | 4× Gold4   | —              | 400.000      | pro-musicabr.org.br                                         |
| Dänemark (IFPI)                                                                              | —          | 3× Gold3   | 5× Platin5     | 560.000      | ifpi.dk                                                     |
| Deutschland (BVMI)                                                                           | —          | 10× Gold10 | 11× Platin11   | 6.950.000    | musikindustrie.de                                           |
| Europa (IFPI)                                                                                | —          | —          | 6× Platin6     | (10.000.000) | ifpi.org (Memento vom 1. Januar 2014 im Internet Archive)   |
| Finnland (IFPI)                                                                              | —          | 3× Gold3   | 2× Platin2     | 265.119      | ifpi.fi                                                     |
| Frankreich (SNEP)                                                                            | 2× Silber2 | 11× Gold11 | —              | 1.260.000    | infodisc.fr snepmusique.com                                 |
| Irland (IRMA)                                                                                | —          | —          | 2× Platin2     | 35.000       | irishcharts.ie                                              |
| Italien (FIMI)                                                                               | —          | 3× Gold3   | 2× Platin2     | 625.000      | fimi.it                                                     |
| Kanada (MC)                                                                                  | —          | 8× Gold8   | 13× Platin13   | 1.700.000    | musiccanada.com                                             |
| Neuseeland (RMNZ)                                                                            | —          | 5× Gold5   | 19× Platin19   | 445.000      | aotearoamusiccharts.co.nz NZ2 NZ3                           |
| Niederlande (NVPI)                                                                           | —          | 3× Gold3   | 7× Platin7     | 965.000      | nvpi.nl                                                     |
| Norwegen (IFPI)                                                                              | —          | 4× Gold4   | 3× Platin3     | 230.000      | ifpi.no (Memento vom 5. November 2012 im Internet Archive)  |
| Österreich (IFPI)                                                                            | —          | 2× Gold2   | 13× Platin13   | 660.000      | ifpi.at                                                     |
| Polen (ZPAV)                                                                                 | —          | 4× Gold4   | Platin1        | 150.000      | olis.pl                                                     |
| Portugal (AFP)                                                                               | Silber1    | 3× Gold3   | Platin1        | 105.000      | Einzelnachweise                                             |
| Schweden (IFPI)                                                                              | —          | —          | 6× Platin6     | 560.000      | sverigetopplistan.se                                        |
| Schweiz (IFPI)                                                                               | —          | 2× Gold2   | 15× Platin15   | 730.000      | hitparade.ch                                                |
| Singapur (RIAS)                                                                              | —          | —          | 6× Platin6     | 90.000       | Einzelnachweise                                             |
| Spanien (Promusicae)                                                                         | —          | 6× Gold6   | 7× Platin7     | 940.000      | elportaldemusica.es ES2 ES3                                 |
| Ungarn (MAHASZ)                                                                              | —          | Gold1      | —              | 10.000       | slagerlistak.hu                                             |
| Vereinigte Staaten (RIAA)                                                                    | —          | 5× Gold5   | 12× Platin12   | 12.665.000   | riaa.com                                                    |
| Vereinigtes Königreich (BPI)                                                                 | 4× Silber4 | 8× Gold8   | 27× Platin27   | 10.375.000   | bpi.co.uk                                                   |
| Insgesamt                                                                                    | 7× Silber7 | 89× Gold89 | 173× Platin173 |              |                                                             |